# Hexafluorkiezelzuur
Hexafluorkiezelzuur is een anorganische verbinding van silicium, met als brutoformule H2SiF6. In waterige oplossing is het een sterk anorganisch zuur. Het vrije zuur komt slechts in evenwicht voor met het hexafluorsilicaat-anion (SiF62−) bij lage pH, in oplossingen van oplosmiddelen die protondonoren zijn, zoals water of alcoholen. Bij indamping van een waterige oplossing vindt ontleding van H2SiF6 plaats in HF en SiF4 gevolgd door verdamping van SiF4. De stof is wel met twee moleculen kristalwater als dihydraat te isoleren. Er zijn zouten bekend van het zuur, bijvoorbeeld magnesiumfluorosilicaat en zinkfluorosilicaat.

## Synthese
Hexafluorkiezelzuur kan bereid worden wanneer siliciumdioxide wordt behandeld met waterstoffluoride of uit reactie van siliciumtetrafluoride met water:
{\displaystyle {\ce {SiO2 + 6HF -> H2SiF6 + 2H2O}}}
Hexafluorkiezelzuur is een bijproduct van de reactie van fluorapatiet met zwavelzuur. Daarbij komt waterstoffluoride vrij, dat op zijn beurt weer met het mineraal reageert.

## Eigenschappen
Waterige oplossingen van hexafluorkiezelzuur bevatten het hexafluorosilicaat-anion (SiF62−). Dit anion heeft een octaëdrische structuur, waarbij de bindingslengte van de silicium-fluorbinding 171 pm bedraagt. De damp van hexafluorkiezelzuur is 4,98 keer zo zwaar als lucht. Het hexafluorosilicaat-anion is - in tegenstelling tot de andere hexahalogeensilicaationen - stabiel tegenover hydrolyse.

## Toepassing
Hexafluorkiezelzuur wordt in een aantal landen (Verenigde Staten, Verenigd Koninkrijk en Ierland) gebruikt voor de fluoridering van drinkwater.
De stof wordt ook als reagens gebruikt in de organische chemie, met name voor het splitsen van de Si-O-bindingen van silylenolethers. Voor dit doel is het werkzamer dan waterstoffluoride. Het reageert sneller met tert-butyldimethysilylethers (TBDMS) dan met tri-isopropylsilylethers (TIPS).
Hexafluorkiezelzuur en zijn aluminium- en magnesiumzouten worden gebruikt als houtconserveringsmiddelen.
Ook wordt het bij de reiniging van koperen en messing ketels in bierbrouwerijen en het reinigen van kristalglas gebruikt. Een andere toepassing is de behandeling van het oppervlak van beton. Het maakt het oppervlak harder en beter bestand tegen water.

## Veiligheid
Hexafluorkiezelzuur vormt waterstoffluoride bij verdamping. Het is corrosief en kan tot fluoridevergiftiging leiden. Inademing van de dampen kan longoedeem veroorzaken. Net als waterstoffluoride tast de stof glas en aardewerk aan, met vorming van het gasvormige siliciumtetrafluoride.